# Predsjednik Europskog vijeća
Predsjednik Europskog vijeća predsjedava i koordinira radom Europskog vijeća, osigurava i olakšava suradnju s Europskom komisijom i postizanje konsenzusa unutar samog Vijeća te podnosi izvješće Europskom parlamentu nakon svakog sastanka Europskog vijeća. Predsjednik također u skladu sa svojim ovlastima i mogućnostima predstavlja Europsku uniju u svijetu. Od 1. prosinca 2019. dužnost obnaša Charles Michel.
2. srpnja 2019. za novog predsjednika Europskog vijeća izabran je belgijski premijer Charles Michel.
Funkcija predsjednika Europskog vijeća uvedena je stupanjem na snagu Lisabonskog ugovora. Europsko vijeće bira predsjednika kvalificiranom većinom na mandat od 2,5 godine koji se može jednom obnoviti.Dužnost predsjednika Europskog vijeća nespojiva je s dužnostima u nacionalnim vladama.